# David Edward Boufford
David Edward Boufford, född den 20 augusti 1941 i Keene, New Hampshire, är en amerikansk botaniker. Han är verksam vid Harvard University Herbaria sedan 1981 och arbetar främst med Sydostasiens kärlväxtflora inom projekten Flora of Japan, Flora of China, Flora of Taiwan och Flora of Korea, men arbetar även inom Flora of North America.
Auktorsnamnet Boufford kan användas för David Edward Boufford i samband med ett vetenskapligt namn inom botaniken; se Wikipediaartiklar som länkar till auktorsnamnet.
Ärtväxtssläktet Bouffordia har uppkallats efter David Edward Boufford.